# Gheorghe Bâgulescu
Gheorghe Bâgulescu, romunski general, * 1. november 1886, † 26. november 1963.